# Карлмар, Эдит
Эдит Карлмар (норв. Edith Carlmar, урождённая Эдит Марю Йоханна Матиесен, Edith Mary Johanne Mathiesen, 15 ноября 1911, Кристиания — 17 мая 2003, Осло) — норвежская кинематографистка, известная как первая женщина-кинорежиссёр Норвегии, актриса. Обладательница почётной премии «Аманда» за вклад в развитие норвежского кинематографа (1994).

## Биография
Эдит Марю Йоханна Матиесен родилась 15 ноября 1911 года в Кристиании (ныне — Осло), в районе Грюнерлёкка, вне брака. Её мать работала швеёй и растила дочь одна. В возрасте 14 лет Эдит дебютировала как танцовщица. В 1930 году она вышла замуж за театрального продюсера Отто Карлмара, которого встретила во время выступления в столичном театре Касино. Её актёрский дебют состоялся в 1936 году в Трёнделагском театре. Затем она долгое время играла в Новом театре Осло, где её муж занимал должность финансового директора. Там же Карлмар познакомилась с внуком Генрика Ибсена Танкредом Ибсеном, который предложил ей поучаствовать в съёмках своего фильма «Бордсен» (1939) в роли помощницы режиссёра. Впоследствии она также работала над двумя другими проектами Ибсена, ставшего для неё вдохновителем и наставником в мире кинематографа.
В феврале 1949 года Карлмар и её супруг основали свою собственную кинокомпанию Carlmar Film A/S, в которой она выполняла функции режиссёра, а он — продюсера и сценариста. Их первая совместная лента «Смерть нежна» (1949) вызвала неоднозначную реакцию зрителей из-за своего изображения насилия и сексуальности, но в итоге стала классикой норвежского нуара. На протяжении следующего десятилетия Карлмар поставила девять фильмов в жанрах социальной мелодрамы и — позднее — комедии. Наибольшего успеха добилась её комедия положений «Дурдом в горах» (1957), где впервые на большом экране в неотмеченной в титрах роли появилась Лив Ульман. Вскоре открывшая начинающую актрису Карлмар утвердила ту на главную роль в своём последнем полнометражном фильме «Бегство девчонки» (1959), который оказался для Ульман карьерным прорывом.
В дальнейшем Карлмар работала с коротким метром, в том числе в документальном жанре, и писала сценарии, а также эпизодически играла в кино и телесериалах. Всего в её режиссёрской фильмографии числится 20 короткометражных фильмов. В 1994 году она получила почётную премию «Аманда» от Норвежского института кино за свой вклад в развитие кинематографа Норвегии.
Карлмар умерла 17 мая 2003 года в возрасте 91 года после непродолжительной болезни.

## Избранная фильмография

### Режиссура
- 1949 — Смерть нежна / Døden er et kjærtegn
- 1951 — Skadeskutt[англ.]
- 1953 — Исчезновение молодой леди / Ung frue forsvunnet
- 1954 — Беспокойный дом[англ.] / Aldri annet enn bråk
- 1955 — Лучше, чем молва / Bedre enn sitt rykte
- 1956 — На солнечной стороне[англ.] / På solsiden
- 1957 — Slalåm under himmelen[англ.]
- 1957 — Дурдом в горах / Fjols til fjells
- 1958 — Одолжи мне свою жену / Lån meg din kone
- 1959 — Бегство девчонки / Ung flukt

### Роли в кино и телесериалах
- 1943 — Вигдис[англ.] / Vigdis — женщина (в титрах не указана)
- 1948 — Таинственная квартира[англ.] / Den hemmelighetsfulle leiligheten — секретарша
- 1957 — Дурдом в горах / Fjols til fjells — пожилая дама из отеля (в титрах не указана)
- 1973 — Свадьба Лины / Jentespranget — мать Лины
- 1990 — Свампе / Svampe — старушка
- 1992 — Ядовитая ложь[англ.] / Giftige løgner — бабушка Тома
- 1996—1997 — Asylet[норв.] — Фрёкен Линне